# Джорквалі
Джорквалі (груз. ჯორკვალი) — село в Грузії.
За даними перепису населення 2014 року в селі проживає 40 осіб.